# Alamis umbrinella
Alamis umbrinella là một loài bướm đêm trong họ Noctuidae.